# Heterogomphus carayoni
Heterogomphus carayoni är en skalbaggsart som beskrevs av Roger Paul Dechambre 1986. Heterogomphus carayoni ingår i släktet Heterogomphus och familjen Dynastidae. Inga underarter finns listade i Catalogue of Life.